# Financiamento climático na Guatemala

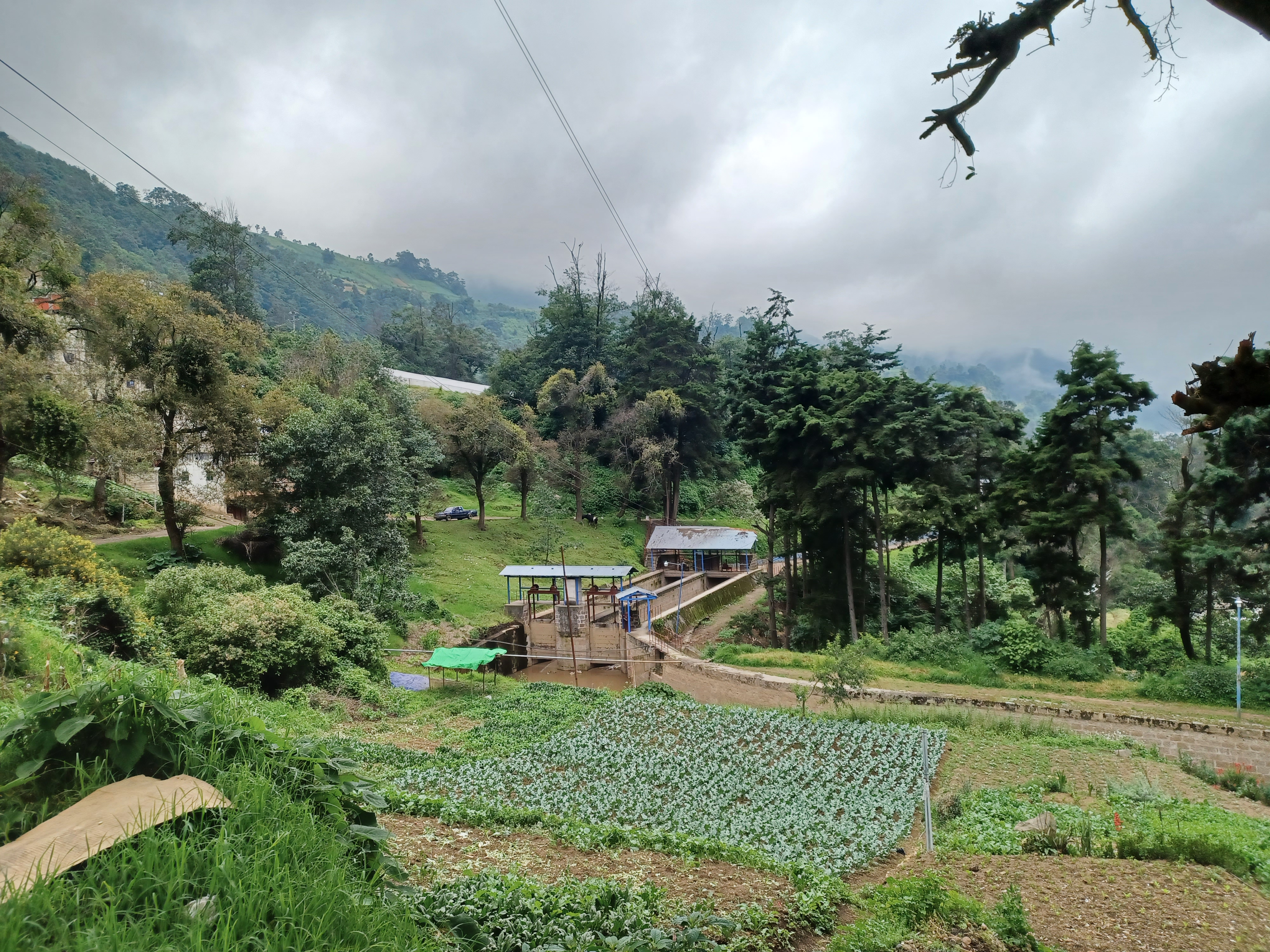
Pequena plantação em área rural alimentada pela hidrelétrica de Chicovix, Cantel

O financiamento climático na Guatemala reúne os recursos mobilizados por instituições públicas, privadas e parceiros internacionais para reduzir emissões de gases de efeito estufa e fortalecer a resiliência do país aos impactos das mudanças do clima. Apesar de responder por apenas 0,08% das emissões globais de CO₂ em 2023 (cerca de 43,98 Mt), a Guatemala está entre as nações mais expostas a eventos extremos — secas prolongadas, tempestades tropicais e furacões que, em 2020, com Eta e Iota, tornaram ainda mais evidente sua vulnerabilidade agrícola e social.
No âmbito interno, o país conta com um conjunto de instrumentos legais e programas de financiamento que incluem a Lei de Incentivos às Energias Renováveis (Decreto 52-2003), a Lei-Quadro de Mudanças Climáticas de 2013 e o leilão PEG-5-2025, que visa contratar 1.400 MW de energia limpa até 2030. Em 2024, o governo alocou cerca de 6,5 milhões de dólares americanos ao Fundo Nacional de Mudança Climática (FONCC), destinando 80% para adaptação e 20% para mitigação, ao passo que metas ambiciosas estabelecem 80% de geração renovável até 2030 e eficiência energética ampliada até 2050.
O setor privado tem adotado cada vez mais instrumentos verdes, como demonstram a emissão de 700 milhões de dólares em títulos verdes pela CMI Energy, o título verde de 500 milhões do Banco Promerica Guatemala e a linha de crédito de 30 milhões do CABEI ao Banco Agromercantil. Na esfera internacional, a adesão ao SIEPAC e parcerias com o Banco Mundial, o Programa Alimentar Mundial e o Banco de Desenvolvimento da América Latina e Caribe têm alavancado investimentos em conservação florestal, seguros climáticos e projetos de infraestrutura resiliente.
Entretanto, o sistema de financiamento climático guatemalteco enfrenta críticas quanto à transparência e à efetividade na destinação dos recursos. Projetos hidrelétricos têm sido alvo de denúncias de violações de direitos humanos e de consultas deficientes às comunidades indígenas, enquanto mecanismos de repasse frequentemente sofrem desvio ou burocracia excessiva, limitando o acesso direto das populações mais afetadas.

## Contexto climático e vulnerabilidades

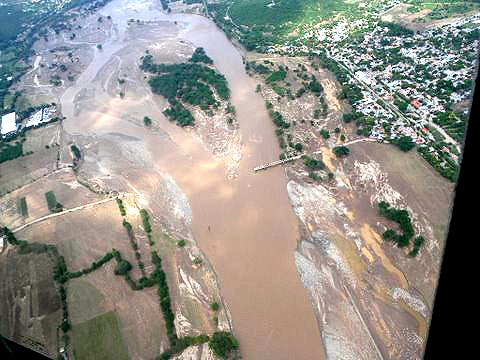
Enchente causada por uma tempestade tropical.

### Contexto climático
A Guatemala figura entre os países mais vulneráveis do mundo às mudanças climáticas. Em 2010, foi classificada em segundo lugar no Índice Global de Risco Climático, devido à alta exposição e frequência de eventos extremos como secas e tempestades. Cerca de metade da força de trabalho do país depende da agricultura, e em 2018 aproximadamente 300.000 agricultores de subsistência reportaram perdas nas colheitas devido à seca.
A Guatemala está situada em uma zona geográfica complexa, marcada pela interseção de três placas tectônicas e pela Zona de Convergência Intertropical, o que acentua a ocorrência de terremotos, atividade vulcânica, enchentes e tempestades tropicais. Os furacões Eta e Iota, que atingiram o país em novembro de 2020, exemplificaram o impacto severo desses fenômenos, causando perdas econômicas significativas e confirmando a vulnerabilidade macro‑crítica do país.

### Contexto econômico e social
A agricultura é um dos pilares da economia da Guatemala, respondendo por cerca de 10% do PIB e empregando mais de um quarto da força de trabalho, com exportações importantes como banana, café, óleo de palma e açúcar bruto. No entanto, o setor é altamente vulnerável a choques climáticos, como evidenciado em 2024, quando secas intensificadas pelo fenômeno El Niño devastaram culturas básicas como milho e feijão em dezenas de milhares de hectares, comprometendo gravemente a segurança alimentar.
A desnutrição crônica é uma crise persistente na Guatemala, que registra a maior taxa da América Latina e uma das mais altas do mundo — cerca de metade das crianças sofre de atraso no crescimento, um problema agravado por secas prolongadas e recorrentes períodos de escassez alimentar.
Cerca de 25% do território da Guatemala é composto por terras agrícolas, enquanto o restante é majoritariamente coberto por florestas ou destinado a outros usos. No entanto, a cobertura florestal tem diminuído significativamente — de 50% em 1950 para cerca de 35% atualmente — devido à expansão agrícola, ao desmatamento ilegal e à forte dependência da lenha como fonte de energia nas áreas rurais.
Os recursos naturais têm grande importância econômica no país, já que subprodutos da madeira e da cana-de-açúcar fornecem mais da metade da energia nacional, especialmente em domicílios rurais, onde a lenha continua sendo o principal combustível para cozinhar e aquecer, mesmo quando algumas famílias já dispõem de condições para migrar para fontes mais limpas.

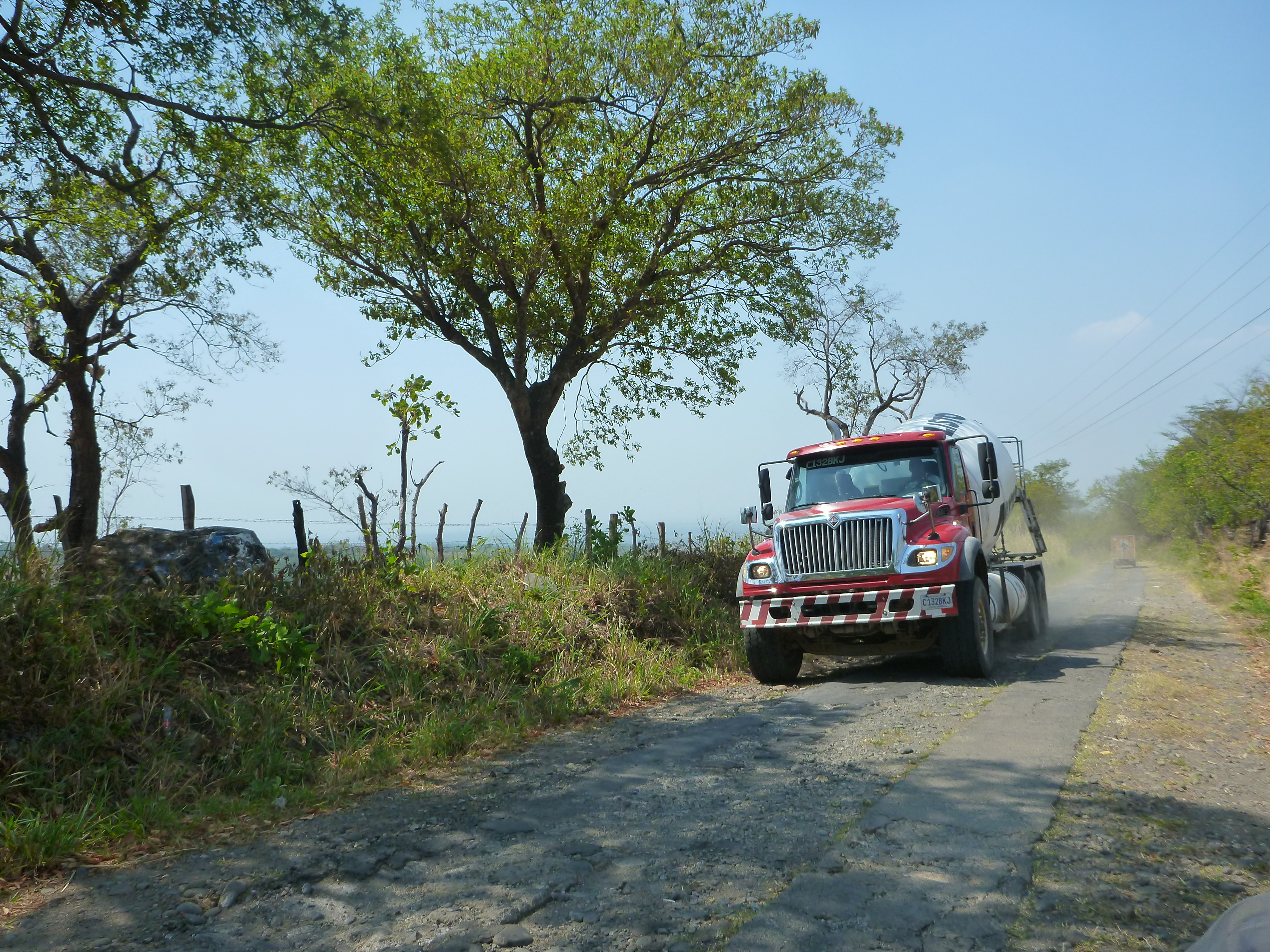
Estrada não pavimentada em utilização, Cidade da Guatemala.

A infraestrutura de transporte da Guatemala é limitada, com apenas 43% dos seus 17.440 km de estradas pavimentados, o que resulta em um transporte lento e oneroso de mercadorias — gerando um alto custo de logística.
A baixa conectividade e a falta de manutenção das vias contribuem para ineficiências no setor de transporte, o que, por sua vez, agrava os problemas de qualidade do ar, especialmente nas áreas urbanas. A poluição atmosférica no país é impulsionada principalmente por uma frota veicular envelhecida, incluindo ônibus municipais ultrapassados e carros usados importados que não atendem aos padrões modernos de emissões, resultando em níveis extremamente altos de poluentes como monóxido de carbono e material particulado fino (PM2.5). Estudos registraram concentrações de material particulado fino (PM2.5) na Cidade da Guatemala muito acima dos limites recomendados por diretrizes internacionais de saúde, atingindo 800 mg/m³ no período de uma hora, quantidade que pode deixar um adulto doente apenas por estar na rua. A situação é agravada por regulamentações insuficientes sobre qualidade do ar e pela fraca fiscalização, além da estagnação em projetos de modernização do transporte público, como o Transurbano, que foi prejudicado por casos de corrupção.
Em 2023, as emissões totais de CO₂ da Guatemala foram de aproximadamente 43,98 milhões de toneladas métricas, representando apenas 0,08% das emissões globais. Os setores de energia e transporte — especialmente a queima de derivados de petróleo — são as principais fontes, respondendo por mais de 92% das emissões relacionadas à combustão no país, enquanto outros fatores relevantes incluem o desmatamento, as mudanças no uso da terra e as atividades industriais.

### Contexto energético

Produção elétrica na Guatemala (em inglês).

O fornecimento de energia da Guatemala depende fortemente de biocombustíveis e resíduos, refletindo 60% do fornecimento de energia do país. A lenha sozinha representa mais da metade do consumo total de energia, especialmente em domicílios rurais onde métodos tradicionais de cocção ainda são amplamente utilizados, apesar da disponibilidade de combustíveis modernos.:6 A indústria açucareira desempenha um papel significativo ao gerar eletricidade a partir do bagaço de cana-de-açúcar e produzir etanol a partir do melaço, contribuindo para a matriz de energia renovável do país.
Apesar do forte potencial da Guatemala para a energia solar e eólica, essas fontes atualmente representam apenas uma pequena fração da matriz energética nacional. Estudos indicam que, embora os recursos solares e eólicos sejam abundantes, sua implantação tem sido limitada por fatores como altos custos iniciais, desafios de infraestrutura e foco das políticas públicas em outras fontes renováveis, como a hidrelétrica e a biomassa.
A capacidade total instalada de geração de eletricidade na Guatemala é de aproximadamente 4,21 GW, com um consumo per capita de cerca de 689 kWh por ano. Usuários residenciais dominam o consumo de eletricidade, respondendo por 61,8% do uso total, enquanto os setores comercial e industrial representam cerca de 3,5% e 8,7%, respectivamente.
O preço médio da eletricidade residencial na Guatemala é de aproximadamente 0,295 dólares americanos por kWh, sendo um dos mais altos da região e bem acima da média global. O setor de geração de eletricidade amplamente privatizado, combinado com o acesso limitado à rede e os altos custos de distribuição em áreas rurais, eleva os preços médios nacionais e afeta desproporcionalmente os consumidores rurais. A Comisión Nacional de Energía Eléctrica (CNEE) regula o setor, enquanto o INDE e empresas privadas são responsáveis pelo suprimento.:54

## Marcos legais e institucionais
A Guatemala estabeleceu metas ambiciosas para alcançar 80% de geração de eletricidade a partir de fontes renováveis até 2030 e expandir a eficiência energética em todos os setores até 2050.:8 Esses objetivos partem de uma base em que as renováveis — principalmente hidrelétrica e biomassa — já representam mais de 60% da capacidade instalada. O país também se comprometeu a eliminar gradualmente o uso ineficiente da biomassa e promover a mobilidade elétrica — medidas que também reduzirão a dependência do petróleo e lenha.:44
As metas ambiciosas da Guatemala para a expansão das energias renováveis exigem investimentos substanciais — pelo menos 5 bilhões de dólares — para modernizar a infraestrutura da rede elétrica, ampliar a capacidade de armazenamento de energia e alcançar a eletrificação rural. O recente lançamento do PEG‑5‑2025, o maior leilão de energia já realizado no país, busca contratar até 1.400 MW de capacidade firme proveniente de fontes renováveis e de baixas emissões, como solar, eólica, hidrelétrica, geotérmica e gás natural, com contratos de 15 anos a partir de 2030.
A Lei-Quadro de Mudanças Climáticas de 2013 estabeleceu uma base legal para a ação climática, exigindo que empresas privadas considerem os impactos climáticos e adotem tecnologias adequadas, além de permitir a participação em mercados de carbono voluntários e regulados — passos fundamentais para integrar a Guatemala aos esforços globais de redução de emissões.
A Estratégia Nacional da Guatemala para Atrair Investimento Estrangeiro Direto (IED) busca promover um ambiente favorável a setores como o de energia renovável, com o objetivo de impulsionar investimentos verdes e fortalecer a competitividade internacional do país.
A Lei de Incentivos às Energias Renováveis (Decreto 52-2003) concede isenção, por 10 anos, do IVA, do imposto de renda e de tarifas de importação para projetos de energia renovável, com o objetivo de estimular investimentos em energia solar, eólica, hidrelétrica e de biomassa. A Licitação PEG-5 (2024–2025) facilita ainda mais a integração de projetos de pequena escala à rede elétrica nacional, permitindo sua participação em leilões de energia ou a venda no mercado à vista.
A Lei de Investimento Estrangeiro da Guatemala oferece um ambiente altamente aberto para investidores estrangeiros, permitindo 100% de propriedade estrangeira em qualquer setor legal — incluindo energia renovável — ao mesmo tempo em que garante a conversibilidade livre da moeda e a repatriação de lucros. Esse marco legal, combinado com a Estratégia Nacional do Governo Para Atrair Investimento Estrangeiro Direto, posiciona a Guatemala como um destino competitivo para o capital global.
O Programa Nacional de Créditos de Carbono proposto, com uma alocação prevista de 51 milhões de dólares, tem como objetivo incentivar ainda mais a redução de emissões e fortalecer o papel da Guatemala nos mercados de carbono por meio da criação de um sistema nacional de certificação de créditos.

## Financiamento público
Em 2024, o governo da Guatemala destinou cerca de 6,5 milhões de dólares do orçamento nacional ao Fundo Nacional de Mudança Climática (FONCC), dos quais 80% foram aplicados em projetos de adaptação e 20% em ações de mitigação, com o objetivo de melhorar a transparência e a eficácia dos gastos climáticos públicos.
Programas de manejo florestal comunitário e incentivos como o PINFOR e o PINPEP foram implementados para envolver as populações locais em ações de reflorestamento e proteção das florestas, embora sua eficácia muitas vezes seja limitada por condições de mercado desfavoráveis, serviços agrícolas precários e a persistência da pobreza.
Apesar desses mecanismos, o gasto de capital do governo central tem oscilado entre apenas 0,3% e 1% do PIB na última década, restringindo o espaço fiscal para novos investimentos, inclusive os climáticos. Para ampliar as receitas domésticas, o Plano Nacional de Desenvolvimento K’atun 2032 e o programa Guatemala No Se Detiene priorizam melhorias na administração tributária, transparência orçamentária e reforma fiscal, visando fortalecer a base de recursos disponíveis para políticas públicas, incluindo as ambientais.

## Financiamento privado
A bem-sucedida emissão de 700 milhões de dólares em títulos verdes pela CMI Energy (Corporación Multi Inversiones), com taxa de juros de 6,25% e vencimento em 2029, exemplifica o uso crescente do financiamento verde para apoiar projetos de energia renovável na Guatemala e na região como um todo.
Os bancos guatemaltecos estão adotando, de forma crescente, instrumentos de financiamento alinhados às metas de sustentabilidade, refletindo uma tendência global mais ampla no setor bancário. Títulos sustentáveis, linhas de crédito verdes e empréstimos atrelados a metas de sustentabilidade estão sendo utilizados para direcionar recursos a iniciativas de energia renovável, apoio a micro, pequenas e médias empresas (MPMEs) e conservação da biodiversidade — como demonstram o título sustentável de 500 milhões de dólares do Banco Promerica Guatemala e a linha de crédito de 30 milhões do Banco Centro-Americano de Integração Econômica (CABEI) ao Banco Agromercantil voltada a projetos verdes.
A MPC Energy Solutions garantiu 34 milhões de dólares para construir e operar uma usina solar na Guatemala, destacando o papel do financiamento direcionado na expansão da capacidade de energia renovável do país.

## Cooperação internacional e financiamento externo
A Guatemala está integrada ao sistema SIEPAC (Sistema de Interconexão Elétrica dos Países da América Central), uma rede regional de transmissão que conecta seis países da América Central (Belize, Costa Rica, El Salvador, Guatemala, Honduras, Nicarágua e Panamá) para facilitar o comércio de eletricidade entre fronteiras e o balanceamento das redes elétricas. A participação ativa da Guatemala no SIEPAC aumenta significativamente sua atratividade para investidores, ao proporcionar acesso a um mercado regional de eletricidade, o que facilita a exportação de excedentes de energia renovável para países vizinhos.

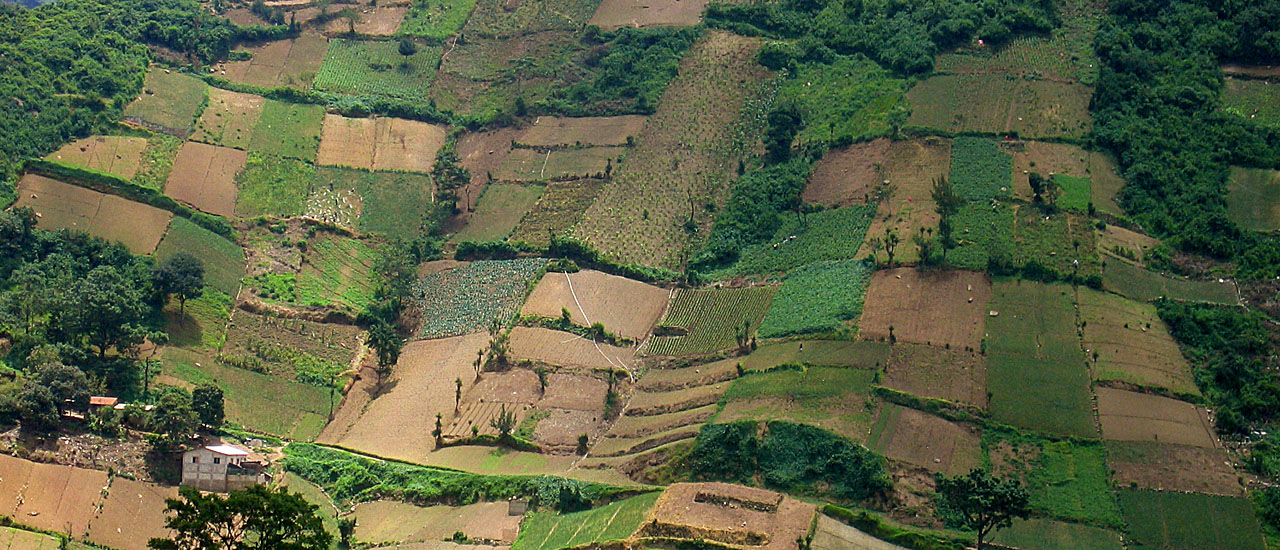
Visão aérea de campos em Quetzaltenango.

Em esforços de conservação florestal, foi realizado um acordo de 52,5 milhões de dólares firmado com o Banco Mundial, voltado para a redução de emissões decorrentes do desmatamento e a promoção do manejo florestal sustentável.
Lançado em novembro de 2022, o Disaster Risk Insurance and Finance in Central America Consortium reúne o Programa Alimentar Mundial, Banco Mundial e parceiros regionais para desenvolver seguros climáticos e instrumentos financeiros para até 2 milhões de pequenos agricultores em Guatemala, El Salvador e Honduras.
O Banco de Desenvolvimento da América Latina e Caribe dobrou em junho de 2025 seu aporte para iniciativas de proteção e restauração de ecossistemas marinhos, ampliando de 1,25 bilhão de dólares (2022–2026) para 2,5 bilhões (2025–2030) — demonstrando capacidade financeira para apoiar também projetos de infraestrutura resiliente ao clima em países membros, entre eles a Guatemala.

## Principais setores beneficiados
O setor de energia renovável da Guatemala se expandiu nos últimos anos, mas esse crescimento não acompanhou o rápido aumento populacional do país, resultando em pobreza energética persistente e acesso limitado a serviços energéticos modernos, especialmente em áreas rurais. Embora o investimento estrangeiro direto nos setores de eletricidade, água e saneamento tenha quase dobrado de 2022 para 2023, atingindo 48,4 milhões de dólares, os benefícios desse investimento não são distribuídos de forma equitativa, e muitas famílias rurais ainda carecem de acesso confiável e acessível à eletricidade.
Desde 2020, o setor agrícola na Guatemala recebeu aportes significativos de fundos internacionais, com destaque para o apoio do Fundo Verde para o Clima (FVC) e da FAO: o projeto Resilient livelihoods of vulnerable small farmers in the Mayan landscapes and the Dry Corridor of Guatemala mobilizou 29,8 milhões de dólares do FVC e 7 milhões da Korea International Cooperation Agency (KOICA), garantindo assistência técnica a 116 .353 pequenos agricultores em práticas de agroflorestas, conservação de solo e gestão hídrica. Além disso, o Programa Mundial de Alimentos da ONU (WFP) tem financiado, desde agosto de 2024, treinamentos em práticas sustentáveis voltadas ao "Corredor Seco", visando reduzir a vulnerabilidade alimentar de comunidades rurais.

## Impactos e resultados
Inaugurada em sua fase IV no final de 2023, a usina hidrelétrica Renace (San Pedro Carchá) gera 301 MW e mantém um fluxo ecológico 260% acima do exigido por lei, beneficiando 21.000 habitantes de 29 comunidades Q’eqchi’; extrai cerca de 10 toneladas de resíduos sólidos anuais do rio, evita 128.000 tCO₂e por ano e, com os programas sociais vinculados, reduziu em 32% a desnutrição crônica infantil e em 46% a gravidez na adolescência nas áreas de entorno.
Concluído em menos de três anos e inaugurado em 2018, o Projeto Oxec II no Rio Cahabón instalou uma barragem de 41 m de altura e três unidades Kaplan de 56 MW de capacidade total, entrando em operação sem incidentes ambientais significativos e servindo de referência para projetos de baixa queda hídrica na América Central.
As concessões florestais comunitárias na Reserva da Biosfera Maya (Petén) cobrem cerca de 2 milhões de hectares sob contratos renováveis de 25 anos, viabilizando manejo seletivo de madeira e atividades de ecoturismo. Nessas áreas, o desmatamento manteve‑se em apenas 0,4% ao ano, em contraste com 36% nas zonas protegidas sem manejo comunitário, comprovando a eficácia da gestão local na conservação florestal. Estimativas independentes indicam que, nesses empreendimentos, o manejo sustentável permitiu a captura líquida de mais de 2,7 milhões de toneladas de CO₂ entre 2013 e 2022, reforçando a eficácia ambiental dessas iniciativas.
No litoral sul, o projeto Alas y Raíces Resilientes restaurou mais de 40 hectares de manguezais no canal de Chiquimulilla, resultando no retorno de camarões, garças e aves migratórias, além de fortalecer o papel das mulheres nas atividades de restauração e educação ambiental.

## Críticas e controvérsias

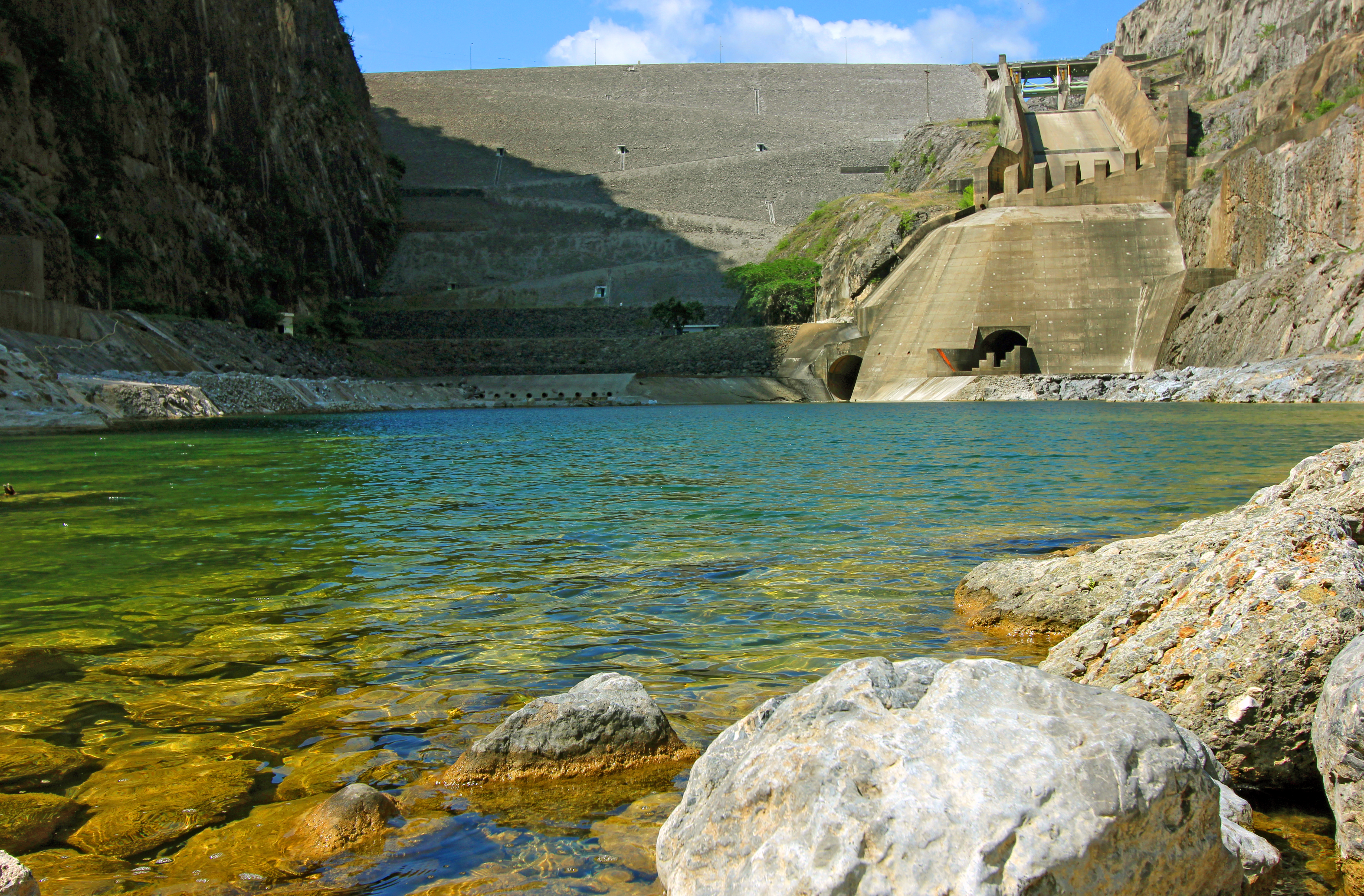
Hidroelétrica Chixoy, Alta Verapaz.

Diversos projetos hidrelétricos financiados como "verdes" enfrentaram denúncias de abusos de direitos humanos e de não cumprimento do princípio de consulta livre, prévia e informada às comunidades indígenas. No caso da represa Santa Rita, construída com apoiadores incluindo o Banco Mundial, lideranças como Máximo Ba Tiul, porta‑voz do Peoples’ Council of Tezulutlán, acusam a construtora de "grave violação de direitos humanos coletivos e individuais" ao avançar obras sem consentimento das populações Maia Q’eqchi e Poqomchí, resultando em despejos forçados, prisões ilegais de líderes e até homicídios, incluindo o assassinato de duas crianças em 2013. Em projetos como as barragens Palo Viejo e Xacbal, também registradas no Mecanismo de Desenvolvimento Limpo (MDL), organizações indígenas denunciaram falta de mecanismos transparentes de consulta, replicando padrões de pressão e violência semelhantes aos de Santa Rita, conforme apontam relatórios independentes da Carbon Market Watch.
A construção da Hidroelétrica Chixoy, financiada pelo Banco Mundial e BID nos anos 1980, resultou no deslocamento forçado de cerca de 3.500 indígenas achíes e culminou no massacre de Rio Negro (1982), evento que deixou até 5.000 mortos segundo a Comissão para o Esclarecimento Histórico. Ativistas locais, como Bernardo Caal Xol, destacam que as indenizações foram insuficientes e culturalmente inadequadas, gerando perda de sítios sagrados e de formas tradicionais de subsistência.
Há debate sobre a eficácia dos canais de repasse de recursos climáticos para povos indígenas locais (PICL). Levi Sucre Romero, líder indígena e membro do conselho do Grupo de Apoio aos Povos Indígenas (GATC), alerta que grande parte dos fundos — incluindo verbas do Forest Tenure Funders Group — é desviada por intermediários governamentais ou ONGs, restando às comunidades apenas uma fração dos montantes prometidos.

## Perspectivas futuras

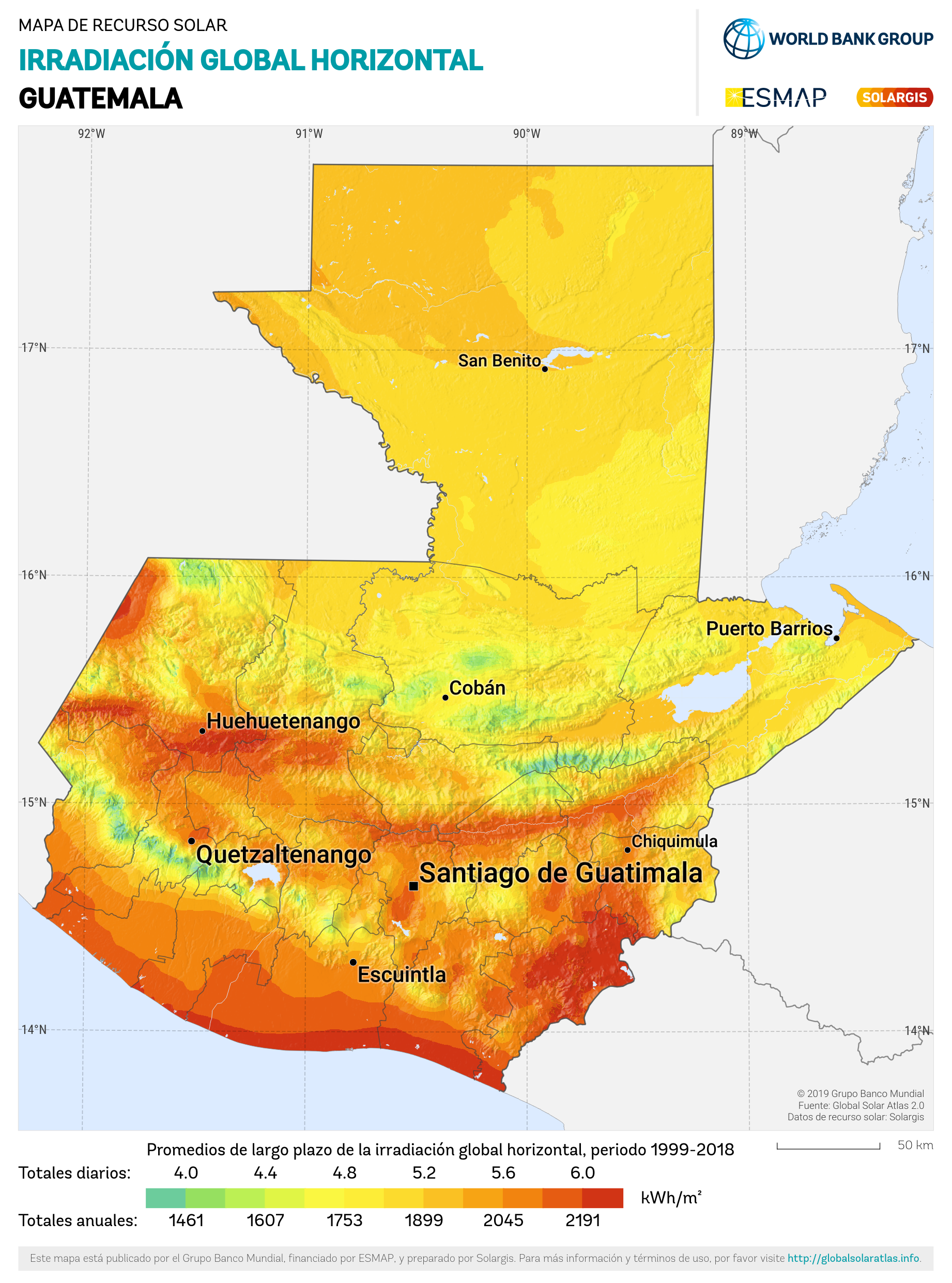
Mapa de recursos solares da Guatemala (em espanhol).

A Guatemala possui um potencial solar substancial ainda não explorado, com elevados níveis de irradiação solar variando entre 5,5 e 6,5 kWh/m² por dia em grande parte do território, especialmente nas regiões sudoeste e montanhosas, o que torna os sistemas fotovoltaicos (PV) altamente viáveis tanto para aplicações conectadas à rede quanto para soluções fora da rede.
Em medidas de potencial eólico, a estação de Samororo (Jalapa), no leste do país registra velocidade média anual de 6,7 m/s a 30 m, enquanto, no sul, Finca La Sabana atinge 6,8 m/s a 30 m e Finca Candelaria (Sacatepéquez) marca 6,0 m/s a 20 m, evidenciando o forte potencial para projetos eólicos nas regiões sul e leste da Guatemala.
A Guatemala identificou 69 locais com potencial hidrelétrico para até 2.754 MW de potência total, incluindo 41 pequenos projetos que somam 292 MW e 28 projetos de médio e grande porte com capacidade total de 2.462 MW, evidenciando oportunidades significativas para a expansão da energia hidrelétrica. No entanto, a forte dependência do país dessa fonte torna-o vulnerável a períodos de seca, que podem reduzir a capacidade de geração hidrelétrica em até 35% durante eventos severos.
O potencial geotérmico da Guatemala é estimado em cerca de 1.000 MW, concentrado principalmente ao longo de seu cinturão vulcânico, mas apenas uma pequena parte desse recurso foi explorada até o momento. As primeiras explorações identificaram certas áreas geotérmicas promissoras, com Zunil e Amatitlán priorizadas para o desenvolvimento, além de estudos adicionais realizados em regiões como Tecuamburro (Santa Rosa) e Moyuta.